# 斯泰爾尼卡鄉
44°25′N 27°53′E / 44.417°N 27.883°E
斯泰爾尼卡鄉（羅馬尼亞語：Comuna Stelnica, Ialomița），是羅馬尼亞的鄉份，位於該國南部，由雅洛米察縣負責管轄，面積135平方公里，海拔高度13米，2007年人口1,710，人口密度每平方公里13人。